# Fedőneve: Banshee
A Fedőneve: Banshee (eredeti cím: Code Name Banshee) 2022-ben bemutatott amerikai akciófilm Jon Keeyes rendezésében. A főbb szerepekben Jaime King, Antonio Banderas és Tommy Flanagan látható.
2022. július 1-jén mutatták be a mozikban és Video on Demand szolgáltatáson keresztül.

## Cselekmény
Caleb, az egykori kormányzati bérgyilkos rejtőzködve éli életét. Amikor pártfogoltja, a Banshee fedőnéven ismert, szintén veszélyes gyilkos rájön, hogy vérdíjat tűztek ki Caleb fejére, a férfi ismét akcióba lép.

## Szereplők
| Szerep         | Színész                | Magyar hang      |
| -------------- | ---------------------- | ---------------- |
| Delilah        | Jaime King             | Sallai Nóra      |
| Caleb          | Antonio Banderas       | Király Attila    |
| Anthony Greene | Tommy Flanagan         | Berzsenyi Zoltán |
| Haley          | Catherine Davis        | Pekár Adrienn    |
| Kronos         | Aleksander Vayshelboym |                  |
| Ryker          | Dylan Flashner         |                  |
| Tasha          | Dina Plotch            |                  |
| Jeremy         | Colin Walker           |                  |

## Fogadtatás
Brent Simon (The A.V. Club) azt írta: „Összességében a Fedőneve: Banshee nem rendelkezik érdekes ötletekkel a szereplőiről, vagy arról, kik is szeretnének lenni. Klisék által vezérelt, sablonos lövöldözős ujjgyakorlat, semmi több.”
Jeffrey Anderson (Common Sense Media) ötből két csillagot adott a filmre: „Bár jó látni Kinget magabiztosan egy igazi harcos szerepében, valójában olyan kevés dolog történik ebben a lapos akciófilmben, hogy úgy tűnik, mintha egy sokkal jobb film bemelegítője lenne.”
Alex Saveliev (Film Threat) 4/10 pontra értékelte: „"A film összecsapott vágású, különösen a távolról felvett harcjelenetek kirívóan rosszak, egyértelműen felfedve a kaszkadőröket. Minden fakó barnákba és kifakult szürkékbe merül; annyira színtelen, hogy szinte fekete-fehérnek hat. Matthew Rogers sablonos forgatókönyve csapong, minden állítólagos fordulat és csavar kiszámítható. Semmi stílus vagy kreativitás nem érződik rajta.”

## Fordítás
- Ez a szócikk részben vagy egészben  a   Code Name Banshee című angol Wikipédia-szócikk ezen változatának fordításán alapul.  Az eredeti cikk szerkesztőit annak laptörténete sorolja fel. Ez a jelzés csupán a megfogalmazás eredetét és a szerzői jogokat jelzi, nem szolgál a cikkben szereplő információk forrásmegjelöléseként.